# Atrophacanthus japonicus
Atrophacanthus japonicus is een  straalvinnige vissensoort uit de familie van driepootvissen (Triacanthodidae). De wetenschappelijke naam van de soort is voor het eerst geldig gepubliceerd in 1941 door Kamohara.